# Émile Chautard (Romanist)

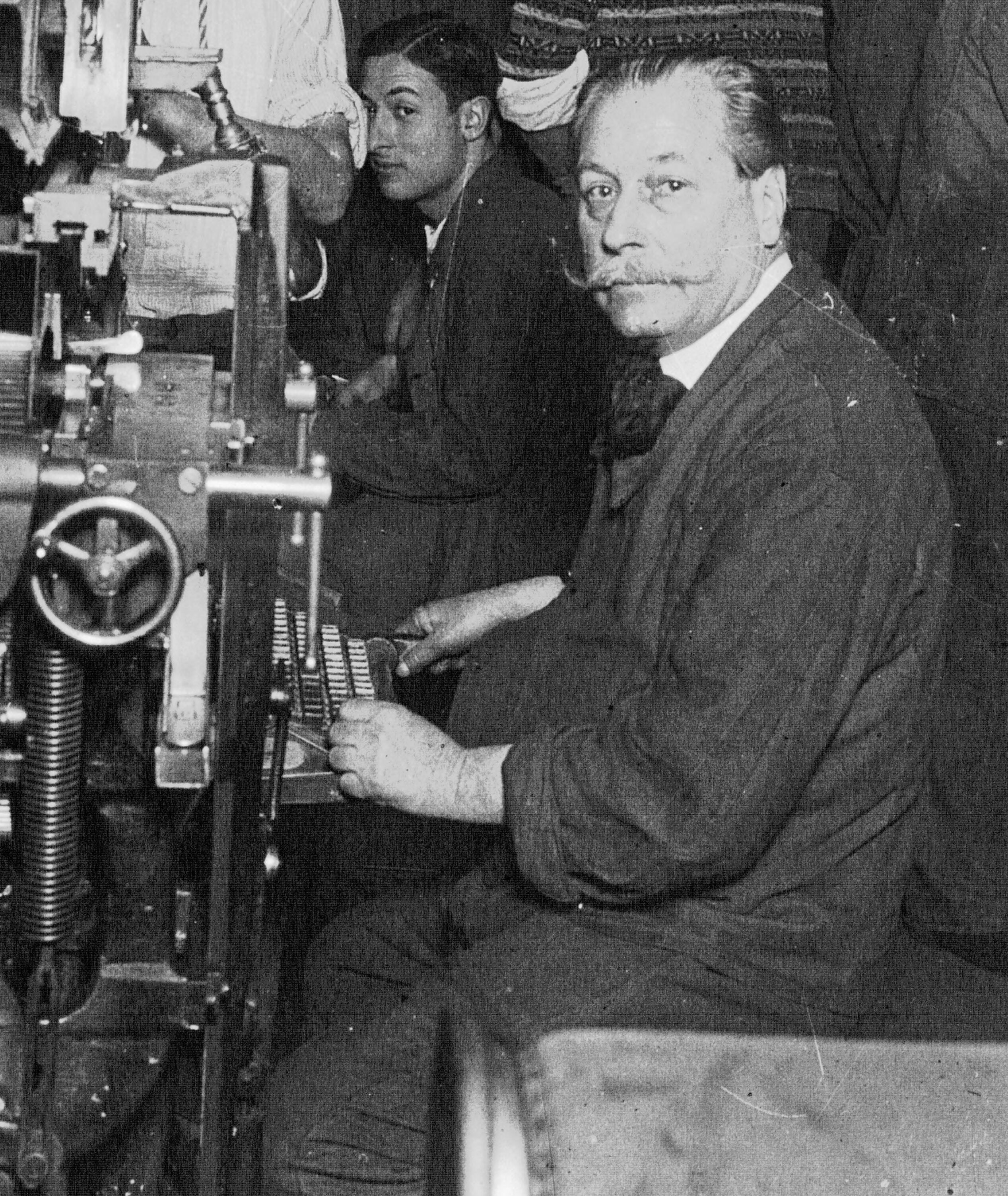
Émile Chautard (1929)

Émile Chautard  (* 4. März 1864 in Paris; † 19. Mai 1939 ebenda) war ein französischer Autor und Argotforscher.

## Leben
Chautard war von Beruf Schriftsetzer. Über sein Leben ist nur bekannt, dass er Mitglied der „Société de l’histoire de Paris et de l’Ile de France“ war und für seine Bücher mit dem Ordre des Palmes Académiques ausgezeichnet wurde.
Sein Hauptwerk ist das umfang- und informationsreiche Buch La vie étrange de l'argot („Das seltsame Leben des Argot“), Paris 1931, 720 Seiten, das von Kennern (u. a. von Louis-Ferdinand Céline) geschätzt und 1992 (Étoile-sur-Rhône) sowie 2013 (Paris) nachgedruckt wurde, zuletzt mit einem Vorwort des Céline-Spezialisten Henri Godard.

## Werke
- Goualantes de la Villette et d’ailleurs. Portraits et documents autographes inédits, Paris 1929
- Glossaire typographique comprenant les mots classiques, ceux du langage ouvrier consacrés par l’usage comme les nouveaux qui le seront demain avec les poésies et chansons de métier, hrsg. von René-Louis Doyon (1885–1966), Paris 1937